# FK Utenis
Maillots
Le FK Utenis est un club professionnel de football basé à Utena, en Lituanie. L'équipe participe à la Antra lyga, la 3e division lituanienne.

## Histoire
Le club est fondé en 1933 à Utenis. Il est ensuite refondé en 2014. En 2015, le club obtient une promotion en A lyga (D1). Après la saison 2017, il quitte la division d'élite.

### Repères historiques
- 1933 : fondation du club sous le nom de Utenis
- 1946 : le club est renommé Žalgiris
- 1955 : le club est renommé Spartakas
- 1957 : le club est renommé Nemunas
- 1961 : le club est renommé Vairas
- 1965 : le club est renommé Utenis

## Palmarès
- I Lyga (D2)
  - Champion (3) : 1973, 1978, 1983

### Saisons depuis 2014
| Saison | Niveau | Division            | Position | Remarque       |
| ------ | ------ | ------------------- | -------- | -------------- |
| 2014   | Tier 2 | Pirma lyga          | 3        | ↑ promouvoir ↑ |
| 2015   | Tier 1 | A lyga              | 6        |                |
| 2016   | Tier 1 | A lyga              | 7        |                |
| 2017   | Tier 1 | A lyga              | 6        | ↓ relégué ↓    |
| 2018   | Tier 2 | Pirma lyga          | 8        |                |
| 2019   | 3.     | Antra lyga (Pietūs) | 11.      | [ 3 ]          |
| 2020   | 3.     | Antra lyga (Pietūs) | 12.      |                |
| 2021   | 3.     | Antra lyga          | 14.      | [ 4 ]          |

## Maillots
| Domicile 2014–2018 | Extérieur 2014–2017 | Depuis 2018 (Extérieur) |

### Couleurs
Bleu et blanc. Bleu et jaune (depuis 2018).
| UTENIS | UTENIS |